# Cerano d'Intelvi
Cerano d'Intelvi (Sceran in dialetto comasco, AFI: /ʃeˈraŋ/) è un comune italiano di 597 abitanti della provincia di Como in Lombardia. Fa parte della Comunità Montana Lario Intelvese.

## Geografia fisica
Cerano si trova al centro della bassa valle d'Intelvi alla destra del torrente Telo, ramo che si getta nel Lario ad Argegno.  È adagiato a circa 600 metri di altitudine sulle falde del monte San Zeno, che spicca dalla parte verso il Lario per la sua forma conica in mezzo alla Valle, con l'Oratorio di San Zeno sulla cima del monte  (consacrato nel 1215 e recentemente restaurato).

## Storia
Nel primo trentennio del XII secolo il paese fu coinvolto nelle lotte fra Como e Milano, divenne feudo dei Camozzi nel secolo seguente e nel 1416 passò sotto la Signoria dei Rusconi di Como.
Gli annessi agli Statuti di Como del 1335 riportano Il “comune de Zerrano” all'interno della pieve d’Intelvi.
Nel Cinquecento le sue terre furono occupate da Gian Giacomo de' Medici come tutta la valle d'Intelvi, che dal 1583 fu feudo dei Marliani.
Nel 1644 il comune non faceva più parte della pieve d'Intelvi, bensì nel territorio dei cosiddetti "Cinque comuni della Mezena", comprensivo anche di Casasco, Pigra, Schignano e di Mezzena (l'odierno comune di Dizzasco).
Nel 1647 il comune di Cerano ottenne la redenzione dall'infeudazione, fatto che comportò l'istituzione di un pagamento quindecennale ancora in essere nel 1751, anno in cui Cerano, sempre essere inserito tra i Comuni della Mezzena, risulta comprendere anche i cassinaggi di Giuslino, Deglio e “Monti e Molini”.
Un decreto di riorganizzazione amministrativa del Regno d'Italia napoleonico datato 1807 sancì l'aggregazione del comune di Cerano in quello di San Fedele, decisione che fu tuttavia abrogata con la Restaurazione.
Nel 1862 il comune cambiò la denominazione in "Cerano d’Intelvi".

### Simboli
Lo stemma e il gonfalone sono stati concessi con decreto del presidente della Repubblica del 7 agosto 1992.
La torre è quella conosciuta con il nome di Torre di Teodolinda, trasformata nel campanile della chiesa di San Tommaso. Per ricordare la regina Teodolinda è  raffigurata la corona ferrea a lei appartenuta e conservata nel duomo di Monza. Le spighe di grano sono un riferimento a Cerere, la dea delle messi, da cui trae origine il nome del paese; il campo di verde è un riferimento alla Valle d’Intelvi con i suoi alpeggi. Le tre stelle rappresentano le frazioni di Giuslino, Veglio e Cerano.
Il gonfalone è un drappo di bianco.

## Monumenti e luoghi d'interesse

### Architetture religiose

#### Chiesa di San Tommaso

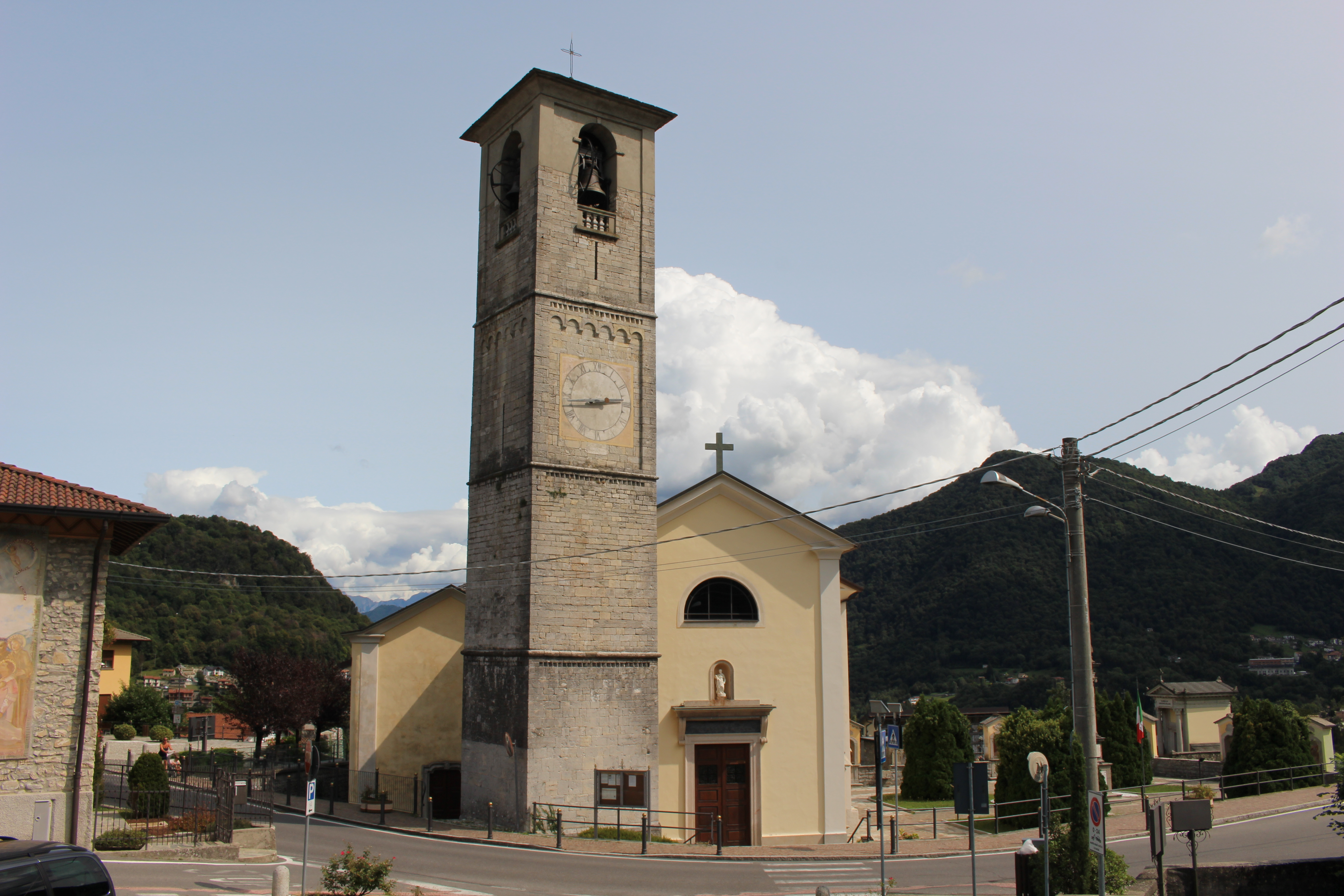
Chiesa di San Tommaso

La chiesa, con funzione di parrocchiale, è di origine romanica, come lo è il campanile. Dotata di abside, al suo interno ospita una serie di affreschi databili al XIV secolo e decorazioni del periodo barocco, oltre a un Crocefisso Cinquecentesco. 

#### Chiesa dei Santi Quirico e Giulitta

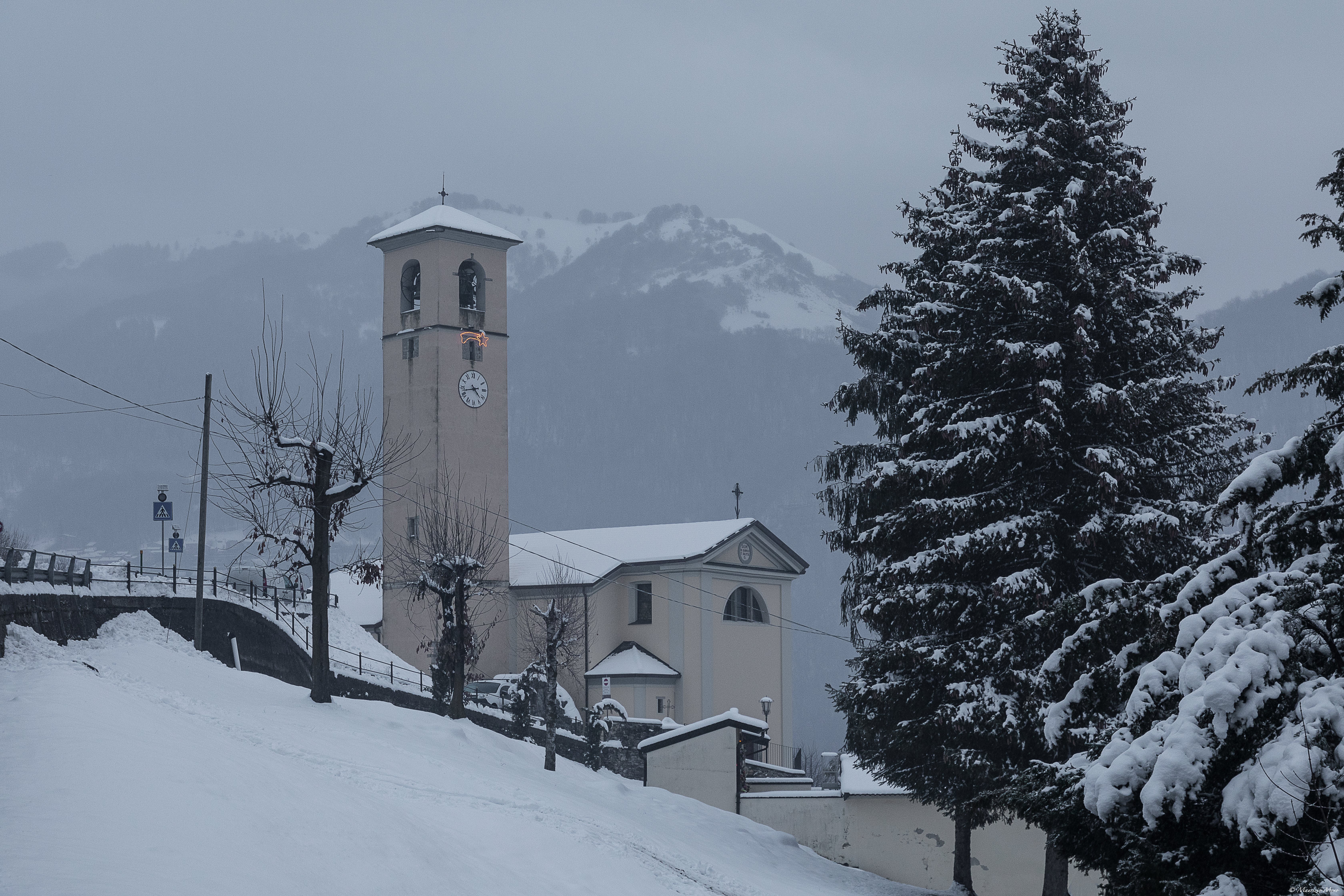
Chiesa dei SS. Quirico e Giulitta

La chiesa dei Santi Quirico e Giulitta nella frazione di Veglio è un imponente edificio che s'innalza su una piccola altura fuori dal centro abitato. La chiesa, di origine romaniche ma rielaborata tra il Seicento e il Settecento, ha linee barocche sia all'esterno che nella decorazione interna delle cappelle. La navata è ornata da un altare in stucchi della scuola di Diego Carloni e da una tela attribuita a Giulio Quaglio. Nascosta dietro la prima cappella laterale a destra è possibile ammirare quel che resta della primitiva chiesa medievale: un'abside romanica del XII secolo con lesene arricchite da semicolonne, finestrelle a doppia strombatura e coronameno di archetti e dentelli. Anche parte dell'odierna navata apparteneva già al primitivo edificio religioso. Sulle pareti dell'abside si possono ammirare i più antichi affreschi della valle, databili al XIV secolo, raffiguranti scene della Passione di Cristo. Quattrocentesche sono le raffigurazioni dei quattro Dottori della Chiesa. La chiesa è inoltre arricchita da stucchi policromi di Diego Carloni.

#### Chiesa di San Zeno

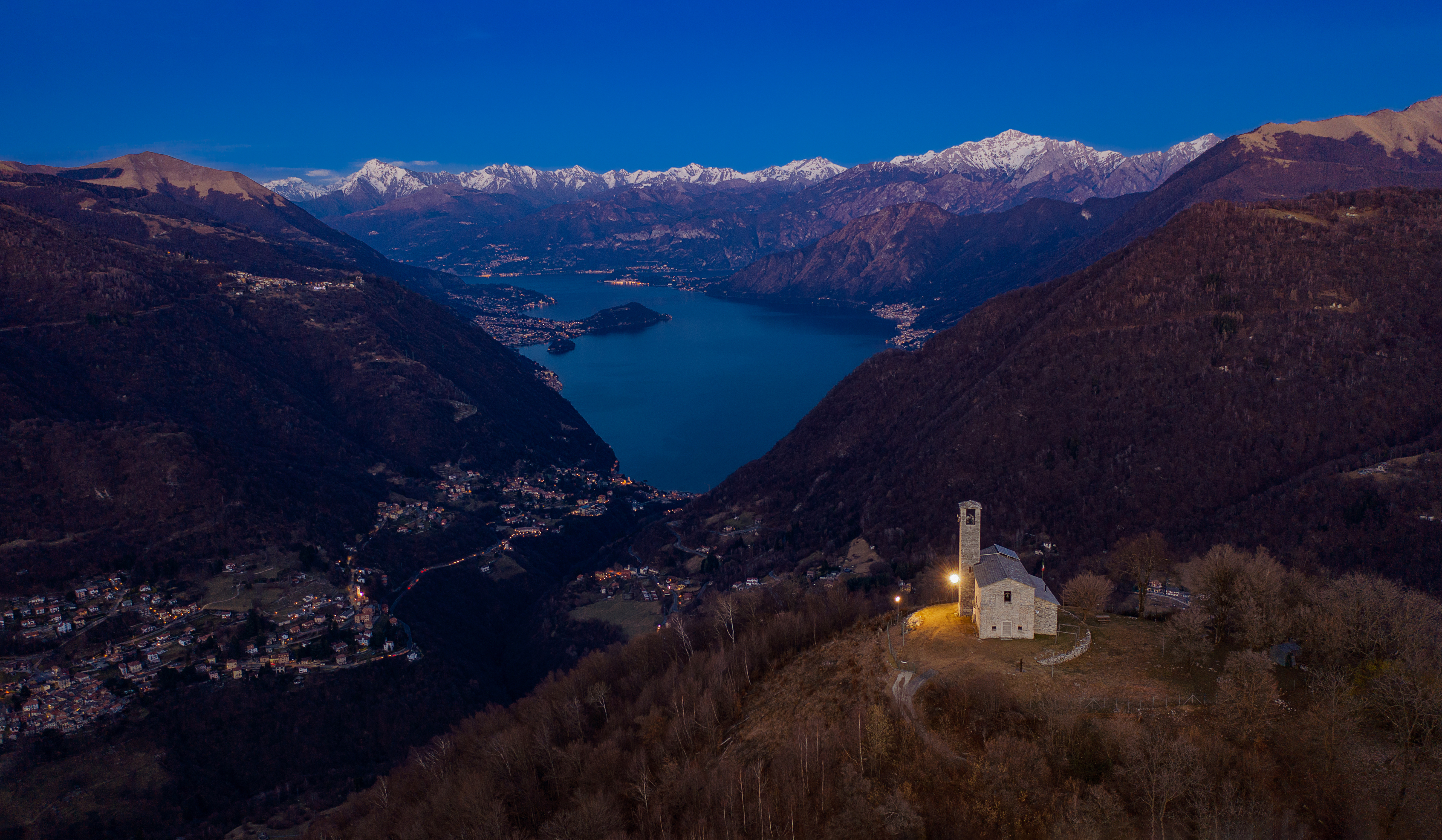
Il Lario e, sulla destra, il Monte San Zeno, con in vetta l'omonima chiesa

Edificata sulle rovine di un castelliere di epoca celtica, la chiesa di San Zeno fu eretta nel XII secolo sulla cima del monte omonimo, detto anche Monte Auragio. La chiesa venne edificata per sciogliere un voto fatto da un gruppo di maestri antelami che, tornando alla loro valle da Verona dove lavoravano alla ricostruzione della Basilica di San Zeno a seguito del terremoto del 1117, furono sorpresi da una burrasca sul lago. Colpita da un fulmine a metà degli anni '50 del XX secolo che ne distrusse il campanile e parte del tetto, la chiesa è rimasta allo stato di rudere per molti anni. Grazie al lavoro di un comitato, il "Comitato pro San Zeno - Una chiesa per il III millennio", la chiesa è stata nuovamente ricostruita, a partire dal 1990, e restituita al culto nell'anno 2000; da segnalare che sulla finestra della facciata principale della chiesa è stata collocata una nuova campana, detta la "campana dei giovani", benedetta in piazza San Pietro il giorno 27 maggio 1998 da Giovanni Paolo II. Nel mese di luglio 2013 si sono iniziati i lavori per la ricostruzione dell'eremo adiacente alla chiesa, terminati l'anno successivo. Il 22 agosto 2015 la chiesa è stata riconsacrata con una solenne cerimonia presieduta dal vescovo di Como Diego Coletti. Tale consacrazione avvenne a distanza di 800 anni dalla precedente, operata da Guglielmo Della Torre nel 1215 sull'altare in pietra tuttora conservato all'interno della chiesa. Una lapide relativa alla consacrazione del vescovo Della Torre è conservata al Museo diocesano d'arte sacra di Scaria.

### Architetture civili e altro
- Il paese conserva ancora fra le case portali medievali e la Corte Cometti con il suo porticato romanico e i graffiti secenteschi.[11]
- Vicino alla chiesa di San Tommaso si trova un antico lavatoio, nei pressi del quale si trova una Spada nella roccia (1998), opera di Bruno Gandola[20].

## Società

### Evoluzione demografica
Demografia pre-unitaria
- 1771: 558 abitanti[21]
- 1799: 568 abitanti[22]
- 1805: 565 abitanti[22]
- 1809: 559 abitanti (prima dell'annessione a Castiglione)[22]
- 1853: 671 abitanti[6]

Demografia unitariaAbitanti censiti

## Geografia antropica
Frazioni di Cerano: Giuslino, Rifugio, Prabello, Veglio

### Esplicative
1. ↑  sia nell'ortografia moderna che in quella classica

### Bibliografiche
1. 1 2   Bilancio demografico mensile anno 2025 (dati provvisori), su demo.istat.it, ISTAT.
2. ↑   Classificazione sismica (XLS), su rischi.protezionecivile.gov.it.
3. ↑   Tabella dei gradi/giorno dei Comuni italiani raggruppati per Regione e Provincia (PDF), in Legge 26 agosto 1993, n. 412, allegato A, Agenzia nazionale per le nuove tecnologie, l'energia e lo sviluppo economico sostenibile, 1º marzo 2011,  p. 151. URL consultato il 25 aprile 2012 (archiviato dall'url originale il 1º gennaio 2017).
4. ↑   AA. VV., Dizionario di toponomastica. Storia e significato dei nomi geografici italiani., Milano, Garzanti, 1996,  p. 191, ISBN 88-11-30500-4.
5. 1 2 3   Comune di Cerano, sec. XIV - 1757 – Istituzioni storiche – Lombardia Beni Culturali, su lombardiabeniculturali.it. URL consultato il 1º maggio 2020.
6. 1 2   Comune di Cerano, 1816 - 1859 – Istituzioni storiche – Lombardia Beni Culturali, su lombardiabeniculturali.it. URL consultato il 1º maggio 2020.
7. ↑   Comune di Cerano d'Intelvi, 1859 - [1971] – Istituzioni storiche – Lombardia Beni Culturali, su lombardiabeniculturali.it. URL consultato il 1º maggio 2020.
8. 1 2  Belloni et al., p. 139.
9. 1 2 3 4 5 6  TCI, Guida d'Italia [...], p. 317.
10. 1 2  Bartolini, p. 264.
11. 1 2 3  Borghese, p. 163.
12. ↑  TCI, Le province di Como e Lecco [...], p. 78.
13. ↑   RomaniCOMO, su romanicomo.it. URL consultato il 21 marzo 2020.
14. ↑  Zastrow, p. 21.
15. ↑  Bartolini, p. 215.
16. 1 2 3  Bartolini, p. 217.
17. 1 2 3   LA CONSACRAZIONE DELLA CHIESA DI SAN ZENO Una “Chiesa per il III Millennio”, su Associazione Nazionale Alpini Como, 5 agosto 2015. URL consultato il 4 aprile 2020.
18. ↑  Bartolini, p. 216.
19. ↑  Bartolini, p. 216.
20. ↑  Bartolini, p. 263.
21. ↑   Comune di Cerano, 1757 - 1797 – Istituzioni storiche – Lombardia Beni Culturali, su lombardiabeniculturali.it. URL consultato il 1º maggio 2020.
22. 1 2 3   Comune di Cerano, 1798 - 1809 – Istituzioni storiche – Lombardia Beni Culturali, su lombardiabeniculturali.it. URL consultato il 1º maggio 2020.
23. ↑  Statistiche I.Stat ISTAT  URL consultato in data 28-12-2012.
Nota bene: il dato del 2021 si riferisce al dato del censimento permanente al 31 dicembre di quell'anno. Fonte:  Popolazione residente per territorio - serie storica, su esploradati.censimentopopolazione.istat.it.